# Лисилванија (Вирџинија)
Лисилванија (енгл. Leesylvania), раније Нибско (енгл. Neabsco), насељено је место без административног статуса у америчкој савезној држави Вирџинија.

## Демографија
По попису из 2010. године број становника је 12.068.
| Група             | 2000.    | 2010.         |
| Белци             | 0 (0,0%) | 3.927 (32,5%) |
| Афроамериканци    | 0 (0,0%) | 4.620 (38,3%) |
| Азијати           | 0 (0,0%) | 1.252 (10,4%) |
| Хиспаноамериканци | 0 (0,0%) | 1.778 (14,7%) |
| Укупно            | 0        | 12.068        |